# Simulium lamachi
Simulium lamachi es una especie de insecto del género Simulium, familia Simuliidae, orden Diptera.
Fue descrita científicamente por Doby & David, 1960.